# Pearl Argyle
Pearl Argyle, nata Pearl Wellman (Johannesburg, 7 novembre 1910 – New York, 29 gennaio 1947), è stata una ballerina e attrice sudafricana.

## Biografia
Pearl Argyle nacque a Johannesburg nel 1910, figlia di Mary e Ernest James Wellman. Si avvicinò alla danza durante i primi anni venti, quando fu accettata come allieva da Nikolaj Legat e Marie Rambert.
Fu notata da Frederick Ashton e divenne una delle ballerine principali del Ballet Rambert, danzando coreografie di Marie Rambert, Ashton e Ninette de Valois. Nel 1933 lasciò Londra per Parigi, dove fu scritturata da George Balanchine per la sua compagnia Les Ballets 1933. L'anno successivo tornò a danzare per Rambert, ottenendo grandi apprezzamenti nei due anni seguenti per Les Sylphides e La bella addormentata. Nel 1935 si unì al Vic-Wells Ballet in veste di prima ballerina, esibendosi regolarmente all'Old Vic e al Teatro Sadler's Wells.
Nel 1936 sposò il regista Curtis Bernhardt e nel 1947 morì improvvisamente all'età di 37 anni a causa di un'emorragia cerebrale.

## Filmografia parziale
- Quella notte a Londra (That Night in London), regia di Rowland V. Lee (1932)
- Chu Chin Chow, regia di Walter Forde (1934)
- La vita futura (Things to Come), regia di William Cameron Menzies (1936)
- Notte di dicembre (Nuit de décembre), regia di Curtis Bernhardt (1941)